# Brasiliansk portugisiska
Brasiliansk portugisiska (portugisiska: português brasileiro, português do Brasil; pt-BR) är den variant av portugisiska som talas i Brasilien. Språket  används av de nästan totalt 190 miljoner invånare i Brasilien, samt några miljoner brasilianska utvandrare, framför allt i USA, Paraguay, Japan, Portugal och Argentina.
Vissa jämför skillnaderna mellan brasiliansk portugisiska och europeisk portugisiska med de som finns mellan brittisk engelska och amerikansk engelska, medan andra säger att skillnaderna är större i portugisiskan än engelskan. Skillnaderna märks mer i det talade ordet än det skrivna.

### Fotnoter
1. ↑  IBGE. Censo 2010: população do Brasil é de 190.732.694 pessoas.
2. ↑  Say It in Portuguese, p. vii, R. Prista], Courier Dover Publications, 1979
3. 1 2  Portuguese for Dummies, p. 9, Karen Keller, 2006
4. ↑  Learner English, p. 113, Michael Swan, Bernard Smith, Cambridge University Press, 2001